# Jorge Otero
Jorge Otero Bouzas (Nigrán, 1969. január 28. –) spanyol válogatott labdarúgó.

## Pályafutása

### Klubcsapatban
Pályafutását a Celta Vigo csapatában kezdte. Az első csapatban 1987 augusztus 29-én mutatkozott be egy Espanyol elleni 1–0-s idegenbeli győzelem alkalmával. 1994 nyarán a Valencia igazolta le. A Valenciaban három szezont töltött, legjobb eredménye egy második helyezés, amit az 1995–96-os szezonban értek el. Ezt követően megfordult még több csapatnál. 1997 és 2001 között a Real Betis, 2001 és 2003 között az Atlético Madrid, 2003 és 2005 között az Elche játékosa volt.

### A válogatottban
1988 és 1989 között 2 mérkőzésen lépett pályára a spanyol U21-es válogatottban. 1993 és 1996 között 9 alkalommal szerepelt a spanyol válogatottban. Részt vett az 1994-es világbajnokságon és az 1996-os Európa-bajnokságon.

## Sikerei, díjai
Celta Vigo
- Spanyol másodosztály (1): 1991–92

Atlético Madrid
- Spanyol másodosztály (1): 2001–02

## Külső hivatkozások
- Jorge Otero – a FIFA adatbázisában
- Jorge Otero adatlapja a National-Football-Teams.com oldalon (angolul)

- Jorge Otero (angol nyelven). eu-football.info
- Jorge Otero (angol nyelven). BDFutbol.com